# Airbus Helicopters UH-72
L'aerogiro UH-72A Lakota è un elicottero utility leggero bimotore della Airbus Helicopters. Deriva dalla variante UH-145M del civile Eurocopter EC 145. Viene utilizzato come eliambulanza (MedEvac), SAR e trasporto persone e materiali.

## Storia
Nel 2006 la EADS con l'UH-145 vinse il bando per un elicottero multiutilità dell'United States Army e dell'Army National Guard che sostituisce l'ormai vecchio e famoso cavallo da battaglia Bell UH-1 Iroquois. Le forze armate americane lo designarono come UH-72A Lakota, dando i nominativi di tribù di nativi americani seguendo l'esempio del passato a partire dal Bell UH-1.
L'UH-72A viene costruito su licenza dalla EADS North America Defense, della EADS North America, al 100% della American Eurocopter di Columbus (Mississippi). Accanto alla casa madre vi sono la Sikorsky per la logistica e supporto, Westwind Technologies per i sistemi e ingegneria CAE (Canada), per l'addestramento.
Ne furono ordinati  322 esemplari. La prima macchina venne montata in Germania e poi smontata negli Stati Uniti, dall'agosto 2007 iniziava la produzione di serie. Il prezzo ad esemplare era di 5,57 milioni di US$.

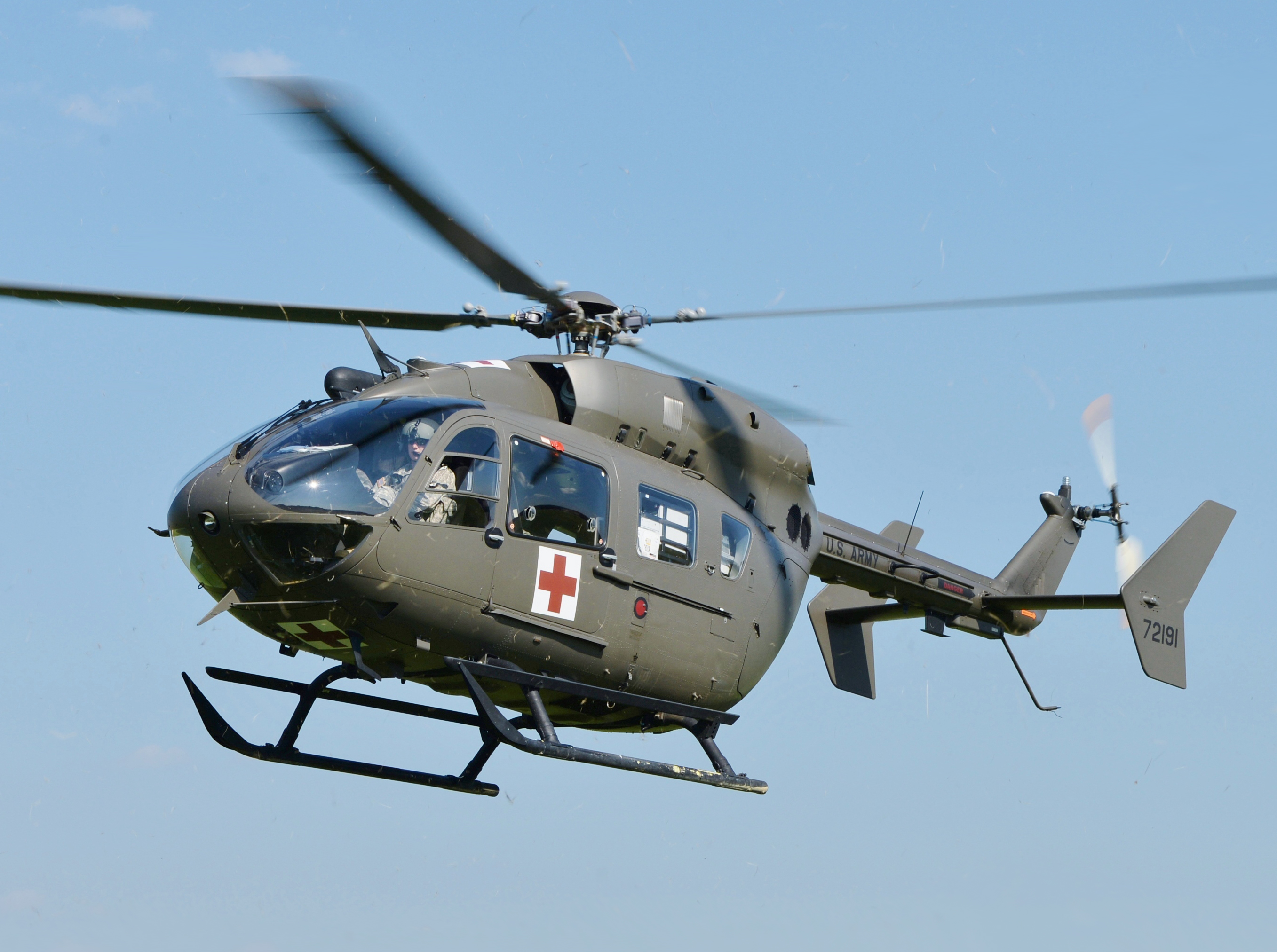
Un UH-72A eliambulanza della Nebraska Army National Guard

I test di volo dell'United States Army per il trasporto di pazienti mostrarono alte temperature interne. Essendo un elicottero di soccorso venne quindi implementato un sistema di condizionamento anche per il civile EC 145. I pazienti vengono solitamente caricati dal portellone laterale.
Cinque macchine nominate H-72A del costo di 21,7 milioni di US$ vennero consegnate il 12 settembre 2008 all'United States Navy per alcuni test (United States Naval Test Pilot School). Il primo esemplare di questo elicottero venne consegnato il 12 novembre 2009 all'United States Navy con installato, tra le altre particolarità, il Traffic Collision Avoidance System.
Come elicottero scuola,  nel 2014 vennero ordinati 100 UH-72A. Nel 2015 vennero consegnati oltre 50 elicotteri a Fort Rucker, Alabama. E poi nel gennaio 2016 sono stati consegnati da Airbus Helicopters altri 12 elicotteri.

## Utilizzatori
Stati Uniti
- United States Army

463 UH-72A ricevuti tra il 2006 ed il settembre 2020. Le consegne di ulteriori 17 UH-72B dovrebbero iniziare verso la fine del 2021.
- United States Navy

5 H-72A
 Thailandia
- Royal Thai Army

6 UH-72A (9 opzione)

## Dati tecnici

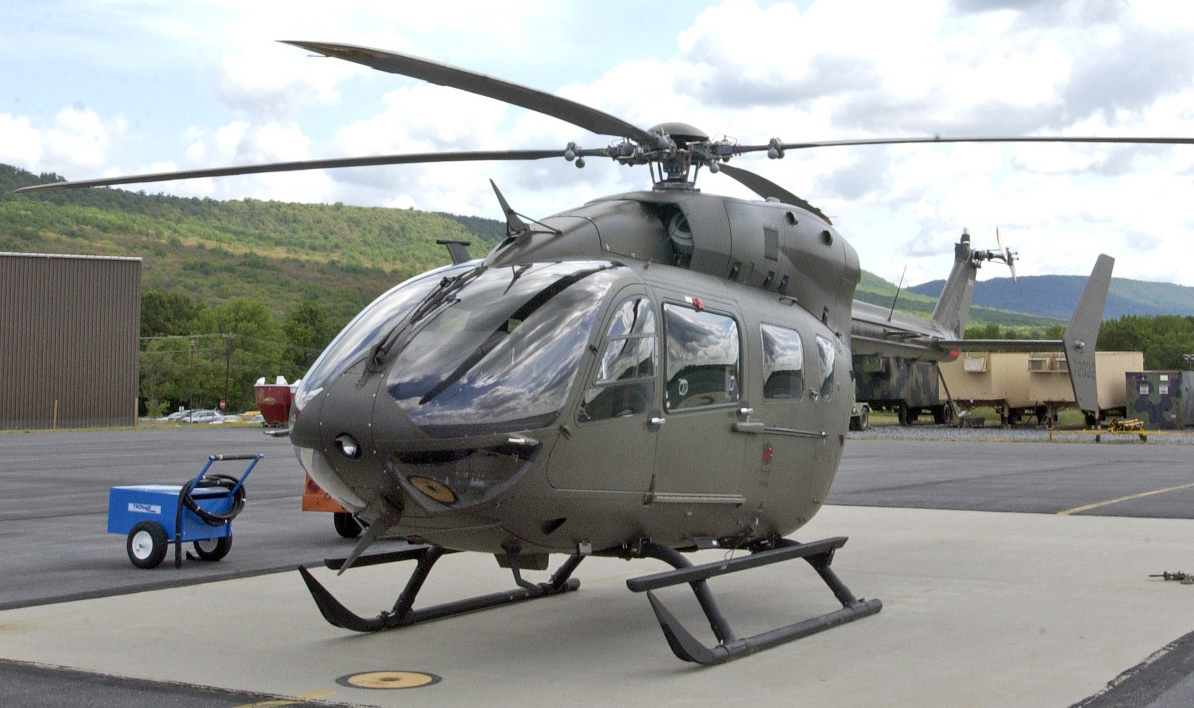
UH-72A come elicottero scuola della National Guard of the United States.

|                  | Dimensione                | Dati |
| ---------------- | ------------------------- | --- |
| Dimensioni       | Lunghezza                 | 12,98 m |
| Dimensioni       | Lunghezza fusoliera       | 10,16 m |
| Dimensioni       | Diametro rotore           | 11,00 m |
| Dimensioni       | Diametro rotore di coda   | 1,96 m |
| Dimensioni       | Altezza                   | 3,42 m |
| Dimensioni       | Larghezza                 | 3,12 m (Fusoliera: 1,85 m)                                                                                  |
| Dimensioni       | Cabina (L × B × H)        | 3,12 × 1,70 × 1,27 m                                                                                        |
| Motore e potenza | Motore                    | 2 × Turboméca Arriel 1E2 di 550 kW                                                                          |
| Motore e potenza | Velocità massima          | 268 km/h |
| Motore e potenza | Velocità di crociera      | ~240 km/h                                                                                                   |
| Motore e potenza | Autonomia                 | 685 km senza riserva                                                                                        |
| Motore e potenza | Tangenza massima          | 3445 / 2745 m (con / senza effetto suolo)                                                                   |
| Motore e potenza | Altezza massima operativa | 5240 m |
| Motore e potenza | Rateo di salita           | 8,1 m/s |
| Massa            | max. al decollo           | 3585 kg |
| Massa            | Peso utile                | ~1800 kg |
| Massa            | Carico utile              | 6 persone o fino a 1793 kg (solo pilota 80 kg e carburante) o max. 1500 kg di carico (al verricello 270 kg) |
| Armamamento      | Armamamento               | 4 razzi |